# Dům Henryho Krauskapa
Dům Henryho Krauskapa, anglicky Henry Krauskap House nebo Henry Krauskap House and Store a Meiskey's, je historický dům stojící v Lancasteru, Lancaster County v Pensylvánii. Byl postaven v roce 1874 na King Street. Je to dva a půl podlažní stavba z cihel v italském stylu. Má zadní patrové křídlo. Malý zděný přízemní komerční přístavek byl postaven v letech 1886 až 1888. Je to nejstarší dochovaná stavba pro výrobu a prodej doutníků a souvisejících tabákových výrobků ve městě.
V roce 1982 byla zařazena do National Register of Historic Places.